# Dúrio

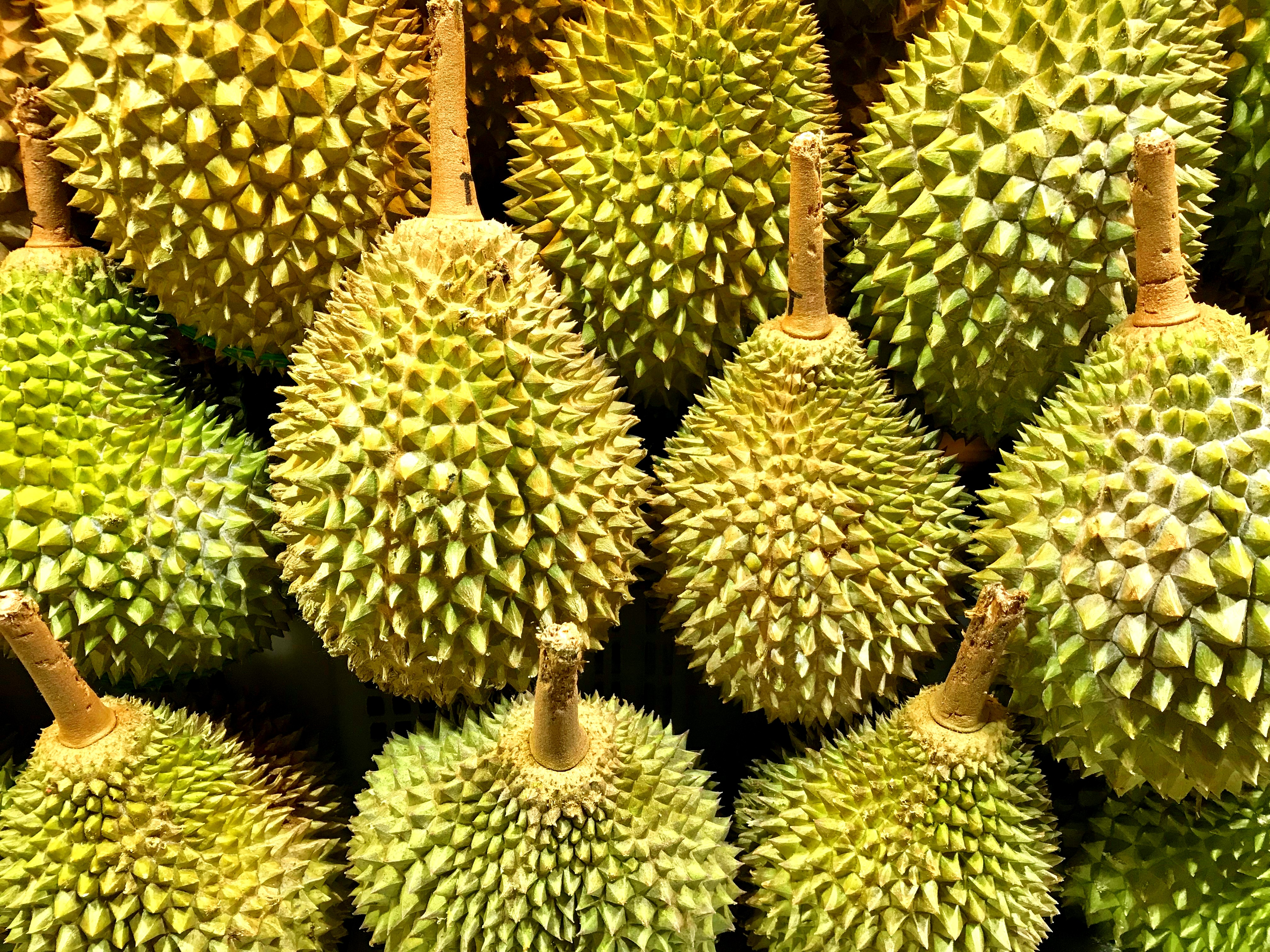
Durian

El dúrio és el fruit tropical de l'espècie Durio zibethinus, un arbre que pertany al gènere Durio dins la família de les malvàcies, Per a molts asiàtics es tracta de la «reina de les fruites». Es diferencia per tenir un fruit gros (de fins a 30 cm de llargada i 3 kg de pes) amb una olor única, que esdevé pudor tenaç al cap de poc, i unes espines que el cobreix. A l'interior hi ha llavors embolcallades per un aril de sabor agradable.
Els durian són natius de Brunei, Indonèsia i Malàisia, i a occident es coneixen des de fa uns sis-cents anys.

## Usos
Es fa servir per a saboritzar molts dolços tradicionals malais, gelats kacang, dodol, arròs glutinós, etc.